# 阿曼·塞赫拉瓦特
阿曼·塞赫拉瓦特（Aman Sehrawat，2003年7月16日—），印度男子摔跤运动员，2023年亚洲摔跤锦标赛男子自由式57公斤级金牌得主、2022年亞洲運動會男子自由式57公斤级铜牌得主、2024年夏季奥林匹克运动会男子自由式57公斤级铜牌得主。